# Caterina Llull i Sabastida
«Caterina Llull i Sabastida (o Saforcada) (Barcelona, vers 1440 - 1495) va ser una mercadera que va viure entre Sicília i Catalunya durant la segona meitat del segle xv.
La senyora Catalina era filla d'Isabel de Gualbes i Pastor, i de Joan Llull, dues famílies que eren, des de feia generacions, ciutadans de la capital comtal. Caterina era germana de Romeu Joan, el qual va viure a Nàpols i a Siracusa cap al 1483, i de Pere, que també es va moure pel regne de Sicília. Del seu germà Franç se'n tenen poques notícies, i de la seva germana Joana se sap que es va casar amb Pere Llull i Tàrrega, el qual pertanyia a una família de mercaders i de gents de negocis barcelonins importants que varen participar activament en el bàndol del patriciat urbà, el partit de la Biga.

## Biografia
Caterina Llull i Sabastida és una mercadera que es mou entre la realitat siciliana i la catalana, demostrant una obertura mental no gaire freqüent a l'època. Per a ella, potser el centre del món era la Mediterrània, on coneix els principals centres i àrees mercantils: des de València, Mallorca, Nàpols, Creta, fins a Alexandria, i a Líbia. És el mar que va travessar, des de Barcelona, Siracusa o Brucoli, les tres poblacions on va viure al llarg de la seva vida.

### Infància i formació
Sobre la infància i la formació de Caterina Llull les fonts són molt escasses. No se sap on aprèn a llegir i escriure; és possible que els seus pares, seguint les regles difoses a l'època baixmedieval, i que es basaven en una variada sèrie de tractats dedicats a l'educació i formació dels fills, escollissin —com preveien els manuals per les dones urbanes d'estaments i classes riques i/o poderoses—, a més de l'educació religiosa i moral, la possibilitat d'ensenyar a llegir, escriure, comptar i algunes operacions aritmètiques, perquè eren eines que afavorien una bona organització de la casa, la família, i també una bona gestió de la casa i dels béns. Aquest aspecte és testimoniat pels llibres de comptabilitat dels quals Caterina Llull és la titular, i també per les cartes que li enviaven a Sicília, tant la seva germana, Joana, com altres membres de la família.
Entre aquestes cartes, se'n conserva una que la mercadera va enviar, des de Brucoli, a la seva germana a Barcelona. Està escrita pel seu secretari, Andreu de Vera, però conserva en les fórmules de salutació i en la subscripció la pràctica de l'autografia, i permet apreciar que tenia un nivell no molt alt de domini de l'escriptura, compensat segurament amb un alt nivell de comprensió del lèxic usat en el temps dels mercaders, un profund sentit de la responsabilitat i un gran coneixement de la realitat en què vivia. Aquesta única carta autògrafa és un veritable tractat de mentalitat mercantil, i de saber femení que es mou entre «l'acció dels homes i l'acció de Déu».

### Gestió des del barri de Ribera
Caterina Llull vivia al barri de la Ribera, zona on es concentraven bona part de les activitats econòmiques de la ciutat. Seguint el costum de contraure matrimoni dintre del propi grup, es casa, cap al 1460, amb el mercader i funcionari reial, Joan Sabastida —també del barri de la Ribera—, i poc després es traslladen a Sicília, a la ciutat de Siracusa, perquè el seu espòs és nomenat per segona vegada president de la Cambra de la Reina a l'illa. van tenir quatre fills: Joan Hostalrich, Joana Bastida, Elionor, i Cecília.
Com a mare, a més de transmetre els costums, gestos, comportaments i bones maneres, tria per als seus fills una educació que segueix la tradició familiar, i té cura que tots aprenguin a llegir i escriure, però a més vol que la seva filla Joana aprengui a gestionar i tenir els comptes de les despeses de la casa, preparant-la per a la tasca que assumirà en els negocis familiars.
Fins a la mort del seu marit, a finals del 1471, la vida d'aquesta mercadera sembla desenvolupar-se amb les preocupacions que pertocaven a la muller d'un cavaller, funcionari del reialme, i important operador econòmic: l'administració i organització de la casa, l'educació dels fills i de les filles, l'organització dels esclaus i serfs domèstics, les pràctiques religioses, la cura d'una xarxa de relacions amb altres membres de la colònia catalana, no només a Siracusa, sinó en altres zones del regne sicilià.

### Vídua empresària
D'una vida com a partícip de l'organització i gestió dels béns familiars, Caterina passà, a la mort del seu marit, a ser la veritable protagonista i administradora dels béns i de les activitats del marit, amb la responsabilitat de dirigir una gran hisenda i gestionar els béns immobles que tenien a Catalunya.
No s'improvisa una mercadera i empresària: la mort de Joan Sabastida demostra —amb la petició de diversos documents originals a Barcelona per tal d'atendre els afers legals que se li presenten a l'illa, i l'enviament de còpies autèntiques d'assumptes sicilians a Barcelona— que Caterina Llull té un bon coneixement i una consciència plena de la realitat jurídica en què es mou. És conscient també de l'estimació i de la fe demostrada pel seu marit en vida, i també en el seu testament, en el qual disposava que ella pogués actuar segons la pròpia voluntat i albir. Per fer valer els seus drets i els dels seus fills i filles, Caterina emprèn llargs plets que es van dirimir davant el Consolat dels catalans de Siracusa, la gran cort judicial de Palerm, o directament davant la reina per aconseguir el reconeixement dels béns i títols confiats pel seu marit, i, si és possible, l'ampliació de la riquesa familiar tant a Sicília com a Catalunya.
Tenir la possibilitat de treure gratuïtament del port de Brucoli 2000 salmes de blat l'any, i ser la vídua del regent de la cambra de la reina va facilitar la tasca de consolidació de Caterina Llull com una gran operadora econòmica, igual o superior a altres comerciants de la Val di Noto. Com els seus competidors i competidores utilitzava tots els tipus d'operacions econòmiques del seu temps: lletres de canvi, contractes d'assegurances, contractes de noli o nòlit i comandes.
Finalment, Caterina Llull va organitzar la tornada a Barcelona de tota la família, tot mantenint la gestió d'alguns béns a Sicília. Va tornar a viure a Barcelona amb tota la família entre el 1482 i el 1483.